# Droga I/76 (Słowacja)
Droga krajowa 76 (słow. Cesta I/76) – droga krajowa I kategorii w południowej Słowacji. Jedno-jezdniowa arteria łączy drogę ekspresową R1 ze Štúrovem, gdzie krzyżuje się z krajową 63 i gdzie znajduje się dawne przejście graniczne z Węgrami. Arteria biegnie równolegle do rzeki Hron.